# Edward Leigh (5e baron Leigh)
Edward Leigh, 5e baron Leigh (1742-1786), est un homme politique britannique.

## Biographie
Il descend de Thomas Leigh, lord-maire de Londres en 1558, et hérite du siège de la famille Leigh à l'Abbaye de Stoneleigh, Warwickshire après la mort de son père Thomas Leigh, 4e baron Leigh en 1749.
Leigh passe ses premières années sous la tutelle de la famille de sa mère, les Cravens de l'Abbaye de Coombe. Il fréquente la Westminster School et s'est inscrit comme gentleman roturier à l'Oriel College en 1761, obtenant sa maîtrise en 1764. Agé de 25 ans, Leigh est élu haut commissaire de l'Université d'Oxford et est fait docteur en droit civil.
Dans le même temps, il est actif à Stoneleigh: collectionnant de l'art, du mobilier et des livres, il réalise également des plans architecturaux pour la maison. En 1766 et 1797, les paiements sont enregistrés à l'hôpital de Bedlam et à John Munro ou à son fils Thomas Munro, les médecins qui se sont ensuite occupés de George III, et en 1774, une Inquisition of Insanity a révélé que Leigh avait été "un esprit insalubre" les cinq années précédentes. La tutelle est confiée à sa sœur, l’hon. Mary Leigh, son oncle révérend John Craven, et son cousin William, Lord Craven.
Leigh meurt célibataire et sans héritiers en 1786, laissant un testament complexe qui va créer des conflits juridiques au 19e siècle. Parmi les dispositions, le testament donne les instruments scientifiques de Leigh et sa bibliothèque d'environ 1 000 livres à son alma mater, Oriel College. Après la mort de Leigh, ses papiers personnels ont été délibérément détruits par John Dodson, un camarade d'Oriel, qui a été envoyé à Stoneleigh pour trier les livres de Leigh. La destruction a été sanctionnée par l'oncle et la sœur de Leigh. Le testament est à la base des recherches de l'écrivaine australienne Judy Stove sur les meurtres présumés de l'abbaye de Stoneleigh dans les décennies qui ont suivi la mort de Leigh, dans son livre "The Missing Monument Murders".